# Fotogram

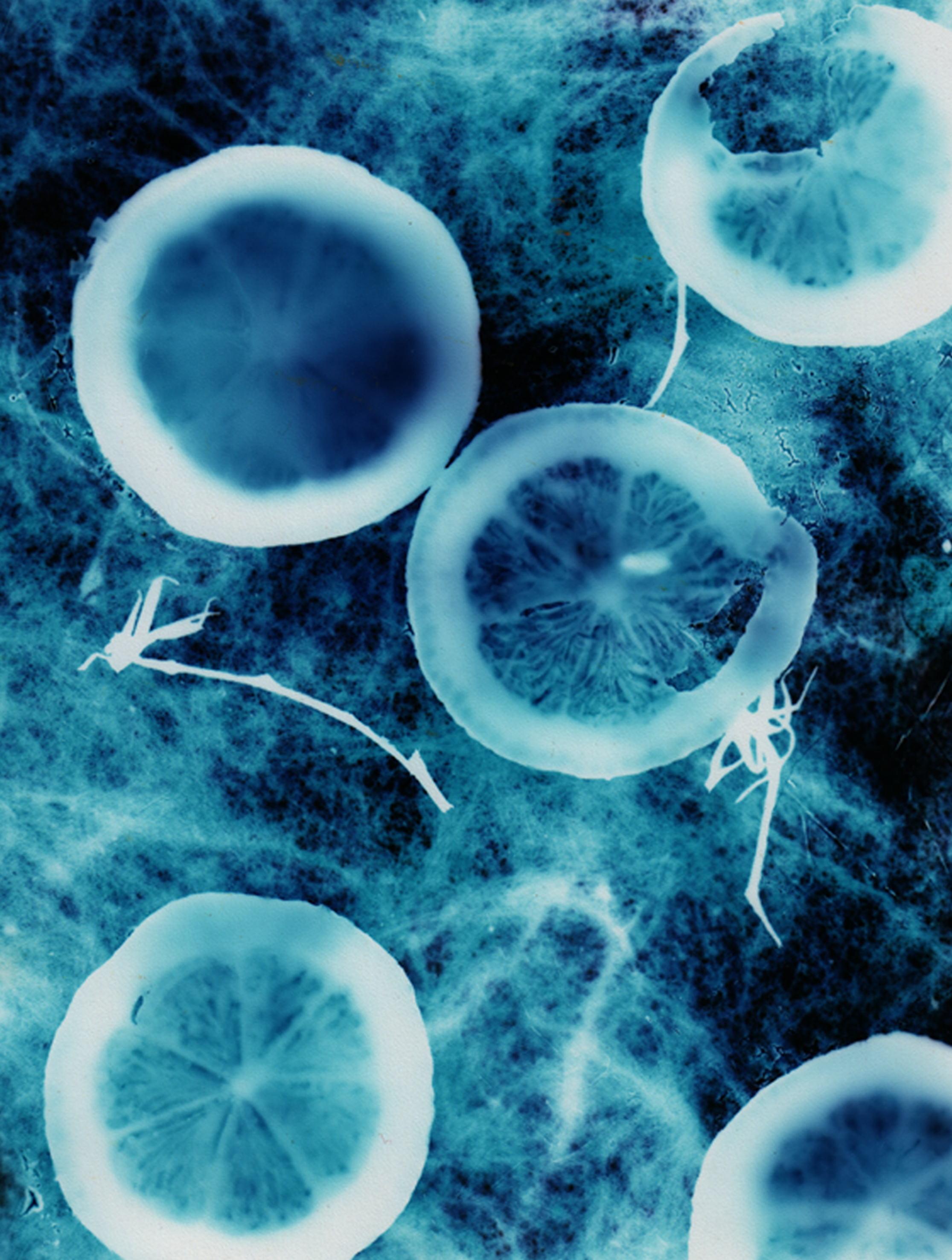
Plasterki cytryny o różnej grubości i łodygi pomidora na celofanie położonym na papierze fotograficznym. Widać też zmarszczki celofanu i krople soku.

Fotogram – obraz uzyskany na materiale światłoczułym, charakteryzujący się określonymi cechami. Wyraz stosowany w kilku znaczeniach:
1. odbitka zdjęcia fotograficznego wykonana w celach artystycznych (jako samoistne dzieło sztuki), lub w celach wystawienniczych (na potrzeby ekspozycji), reklamowych itp. – dzieło pracy fotografika
2. zdjęcie fotogrametryczne – zdjęcie fotograficzne wykonane na potrzeby fotogrametrii za pomocą specjalnego urządzenia – kamery fotogrametrycznej (służy do wykonania precyzyjnych pomiarów wielkości i kształtu badanego obiektu, np. przedmiotu lub terenu)
3. obraz na materiale światłoczułym, który uzyskano bez użycia specjalnego urządzenia naświetlającego (aparatu fotograficznego, powiększalnika, naświetlarki itp.), a jedynie poprzez naświetlenie materiału światłoczułego przysłoniętego różnego rodzaju przedmiotami półprzezroczystymi lub nieprzezroczystymi (luksografia)